# Identità di Ward-Takahashi
In teoria quantistica dei campi, una identità di Ward–Takahashi è una identità tra funzioni di correlazione che è una conseguenza delle simmetrie globali o di gauge della teoria, e che rimane valida dopo la rinormalizzazione.
L'identità di Ward–Takahashi dell'elettrodinamica quantistica (QED) fu originariamente usata da John Clive Ward e Yasushi Takahashi per mettere in relazione la rinormalizzazione della funzione d'onda dell'elettrone al fattore di rinormalizzazione del vertice, garantendo la cancellazione della divergenza ultravioletta a ogni ordine in teoria delle perturbazioni. Successivamente sono state utilizzate anche per l'estensione della dimostrazione del teorema di Goldstone a tutti gli ordini in teoria delle perturbazioni.
Più generalmente, un'identità di Ward-Takahashi è la versione quantistica della conservazione della corrente classica associata a una simmetria continua per mezzo del teorema di Noether. Tali simmetrie in teoria quantistiche dei campi danno (quasi) sempre origine a queste identità di Ward-Takahashi generalizzate che impongono la simmetria a livello delle ampiezze quantistiche. Questo senso generalizzato dovrebbe distinto quando si legge la letteratura, come il libro di testo di Michael Peskin e Daniel Schroeder, dall'identità di Ward–Takahashi originale.
Le identità di Ward-Takahashi valgono nella QED, una teoria di gauge abeliana. Nelle teorie non abeliane come la cromodinamica quantistica (QCD), le identità corrispondenti sono le identità di Slavnov-Taylor.

## Identità di Ward-Takahashi
L'identità di Ward-Takahashi si applica alle funzioni di correlazione nello spazio degli impulsi, che non hanno necessariamente tutti i loro impulsi esterni on-shell. Sia
{\displaystyle {\mathcal {M}}(k;p_{1}\cdots p_{n};q_{1}\cdots q_{n})=\epsilon _{\mu }(k){\mathcal {M}}^{\mu }(k;p_{1}\cdots p_{n};q_{1}\cdots q_{n})}
una funzione di correlazione in QED che coinvolge un fotone esterno con impulso k (dove {\displaystyle \epsilon _{\mu }(k)} è il vettore di polarizzazione del fotone ed è implicita la somma su {\displaystyle \mu =0,\ldots ,3}), n elettroni allo stato iniziale con impulsi {\displaystyle p_{1}\cdots p_{n}}, e n elettroni allo stato finale con impulsi {\displaystyle q_{1}\cdots q_{n}}.  Si definisce anche {\displaystyle {\mathcal {M}}_{0}} come l'ampiezza più semplice che si ottiene rimuovendo il fotone con impulso k dall'ampiezza originale. Allora l'identità di Ward–Takahashi è
{\displaystyle {\begin{aligned}k_{\mu }{\mathcal {M}}^{\mu }(k;p_{1}\cdots p_{n};q_{1}\cdots q_{n})=e\sum _{i}\left[{\mathcal {M}}_{0}(p_{1}\cdots p_{n};q_{1}\cdots (q_{i}-k)\cdots q_{n})\right.\\\left.{}-{\mathcal {M}}_{0}(p_{1}\cdots (p_{i}+k)\cdots p_{n};q_{1}\cdots q_{n})\right]\end{aligned}}}
dove e è la carica dell'elettrone e ha segno negativo.  Si noti che se {\displaystyle {\mathcal {M}}} ha i suoi elettroni esterni on-shell, allora le ampiezze sul membro di destra di questa identità hanno ciascuna una particella esterna off-shell, e pertanto non contribuiscono agli elementi della matrice S.

## Identità di Ward
L'identità di Ward è un caso particolare dell'identità di Ward–Takahashi applicata agli elementi della matrice S, che descrivono i processi di scattering fisicamente possibili e quindi hanno tutte le loro particelle esterne on-shell.  Sia ancora {\displaystyle {\mathcal {M}}(k)=\epsilon _{\mu }(k){\mathcal {M}}^{\mu }(k)} l'ampiezza per un certo processo di QED che coinvolge un fotone esterno con impulso {\displaystyle k}, dove {\displaystyle \epsilon _{\mu }(k)} è il vettore di polarizzazione del fotone. Allora l'identità di Ward si scrive:
{\displaystyle k_{\mu }{\mathcal {M}}^{\mu }(k)=0}
Fisicamente, ciò che questa identità significa è che la polarizzazione longitudinale del fotone che nasce nel termine di ξ gauge non è fisico e sparisce dalla matrice S.
Tra gli esempi di questo si annoverano il vincolo alla struttura tensoriale della polarizzazione del vuoto e della funzione vertice dell'elettrone in QED.

## Identità di Slavnov-Taylor
Le identità di Slavnov–Taylor sono la generalizzazione delle identità di Ward–Takahashi alle teorie di gauge non abeliane. Queste identità sono state originariamente scoperte da Gerard 't Hooft, e prendono il nome da Andrei Slavnov e John Clayton Taylor che le hanno riformulate per farle valere anche off-shell.